# Environmental Molecular Sciences Laboratory
Das Environmental Molecular Sciences Laboratory (EMSL) ist eine Einrichtung des United States Department of Energy (Office of Science) im Pacific Northwest National Laboratory in Richland im US-Bundesstaat Washington in den Vereinigten Staaten.

## Forschung

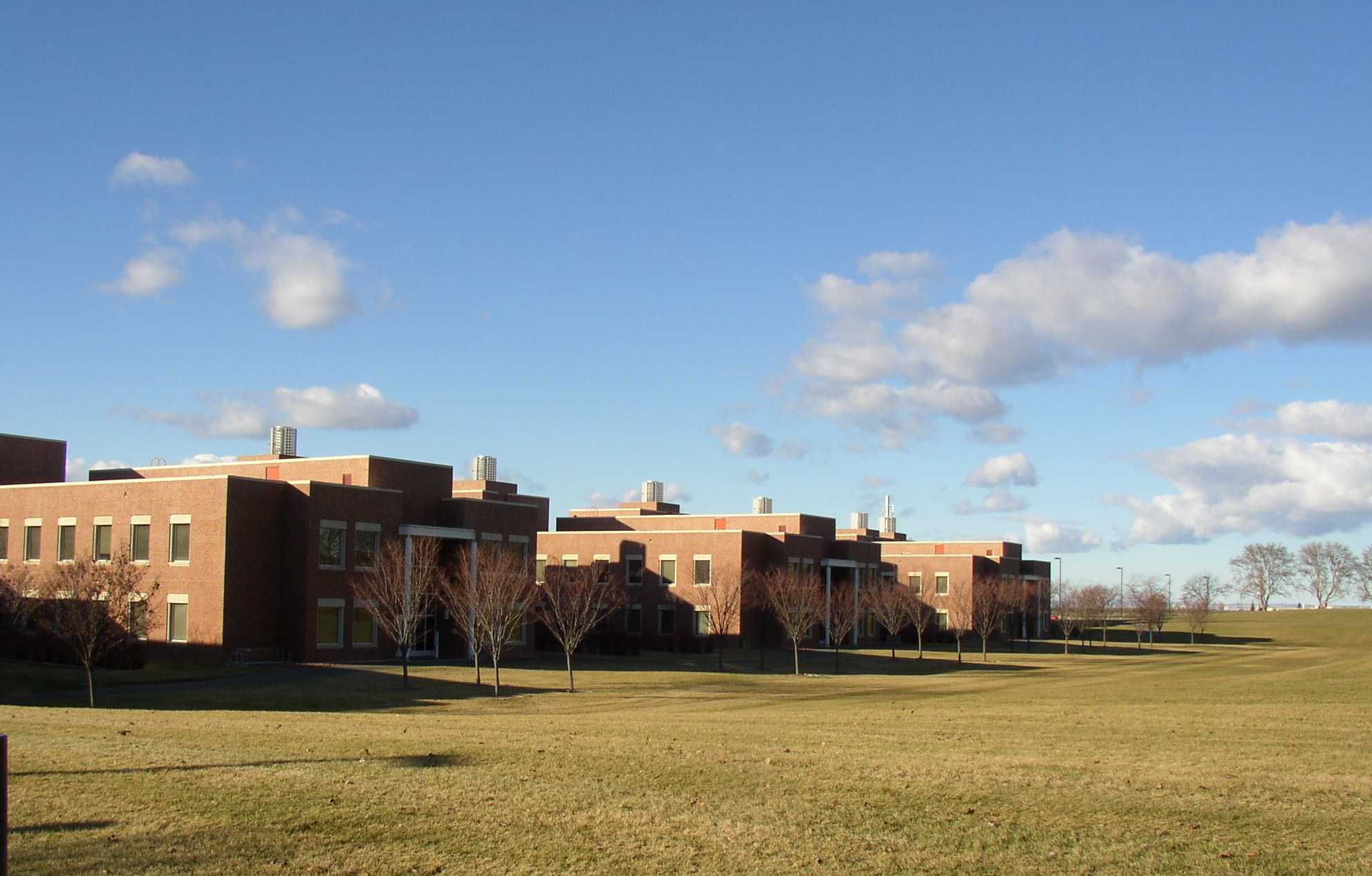
William R. Wiley Environmental Molecular Sciences Laboratory (EMSL) am Pacific Northwest National Laboratory in Richland (Washington) (2006).

EMSL-Wissenschaftler und -Mitarbeiter betreiben Grundlagenforschung, die sich auf die biologischen, biogeochemischen und physikalischen Prinzipien konzentriert, um Prozesse vorherzusagen, die auf den kleinsten molekularen und genomisch gesteuerten Skalen ablaufen, bis hin zu den Veränderungen des Umweltsystems Erde auf den größten Skalen. Das Environmental Molecular Sciences Laboratory (EMSL) arbeitet und forscht in insgesamt 11 Wissenschaftsbereichen, die sich wie folgt aufteilen:

### Funktions- und Systembiologie
Der Wissenschaftsbereich Funktions- und Systembiologie konzentriert sich auf das Verständnis von Enzymen und biochemischen Pfaden, die Proteinstrukturen und -funktionen mit phänotypischen Reaktionen und Interaktionen innerhalb und zwischen Zellen, in Gemeinschaften und zwischen Zellmembran-Oberflächen und ihrer Umgebung bei Mikroben und Pflanzen.

### Umweltveränderungen und Wechselwirkungen
Der Wissenschaftsbereich Umweltveränderungen und Wechselwirkungen konzentriert sich auf das mechanistische und prädiktive Verständnis der ökologischen (physiochemischen, hydrologischen, biogeochemischen), mikrobiellen, pflanzlichen und ökologischen Prozesse in ober- und unterirdischen Ökosystemen, der Atmosphäre und ihren Schnittstellen.

### Informatik, Analytik und Modellierung

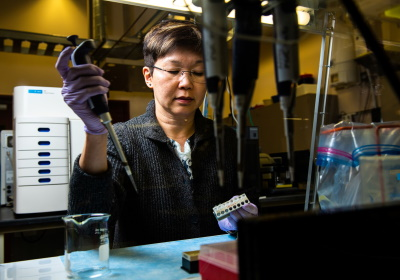
Ein Biologin bereitet eine RNA-Probe vor, um zu verstehen, wie der Braunfäulepilz das Holz zersetzt.

Der Wissenschaftsbereich Informatik, Analytik und Modellierung konzentriert sich auf die Nutzung modernster experimenteller Daten, um durch fortschrittliche Datenanalyse, Visualisierung und computergestützte Modellierung und Simulation ein prädiktives Verständnis von biologischen und ökologischen Systemen zu entwickeln.

### Integrierte Forschungsplattformen
Das EMSL nutzt integrierte Forschungsplattformen (englisch Integrated Research Platforms) um wichtige Informationen zum Verständnis und zur Vorhersage der molekularen Funktionen biologischer und ökologischer Prozesse zu gewinnen.

### Biogeochemische Transformation
Der Forschungsbereich Biogeochemische Transformation untersucht, wie molekulare Wechselwirkungen an den Schnittstellen zwischen Land, Wasser und Luft, Nährstoffe und Schadstoffe in der Umwelt umwandeln und transportieren.

### Biomolekulare Pfade
Der Forschungsbereich Biomolekulare Pfade untersucht die Umsetzung genomischer Informationen in funktionelle Beziehungen zwischen Biomolekülen innerhalb von Zellen als Reaktion auf Veränderungen in ihrer inneren oder äußeren Umgebung.

### Zellsignalübertragung und Kommunikation
Der Forschungsbereich Zellsignalübertragung und Kommunikation soll dynamische Interaktionen und die Weiterleitung molekularer Signale innerhalb und zwischen Zellen sowie zwischen Populationen und Gemeinschaften untersuchen, um damit die komplexen Wechselbeziehungen zwischen Organismen als Reaktion auf ihre Umwelt besser verstehen zu können.

### Terrestrisch-atmosphärische Prozesse
Der Forschungsbereich terrestrisch-atmosphärische Prozesse untersucht molekulare Umwandlungen, physikalische Prozesse, die sie steuern und die Kopplung von terrestrischen und atmosphärischen Prozessen.

### Rhizosphärenfunktion
Der Forschungsbereich Rhizosphärenfunktion untersucht die Wechselwirkungen zwischen Genen und der Umwelt auf molekularer Ebene, um Pflanzen- und Ökosystemeigenschaften auf der Systemebene zu verstehen, vorherzusagen und zu kontrollieren.

### Strukturbiologie
Der Forschungsbereich Strukturbiologie gewinnt strukturelle, biochemische und dynamische Informationen über Proteine, Proteinkomplexe und andere Biomoleküle mit räumlicher und zeitlicher Auflösung im Nanobereich, um deren Funktion zu verstehen.

### Systemmodellierung
Im Forschungsbereich Systemmodellierung werden Computermodelle der Proteinstruktur und -funktion, Stoffwechselmodelle und Ansätze des maschinellen Lernens verwendet, um den Genotyp mit dem Phänotyp in Verbindung zu bringen und biologische Prozesse zu verstehen, die den Nährstofffluss steuern und um prädiktive Ansätze für das Biodesign und die Produktion von Biokraftstoffen/Bioprodukten zu ermöglichen.

## Betrieb
Das EMSL ist eine Nutzerforschungseinrichtung, bei der Wissenschaftler aus der ganzen Welt Projektvorschläge einreichen können, um die Experten und Geräte des Labors kostenlos zu nutzen. Die Vorschläge werden in einem wettbewerbsorientierten Peer-Review-Verfahren geprüft, um sicherzustellen, dass das Projekt wissenschaftlich aussagekräftig und für den Auftrag des Department of Energy (DOE) – Office of Biological and Environmental Research (BER) relevant ist.
Wissenschaftler, deren Vorschläge angenommen wurden, werden als EMSL-Nutzer bezeichnet. Typische Nutzerforschungsprojekte können einige Monate bis einige Jahre dauern. Die EMSL-Nutzer müssen während der Dauer ihres Projekts nicht vor Ort bleiben und können das Labor bei Bedarf besuchen. Ein Großteil der Proben Probenverarbeitung und -analyse kann aus der Ferne erfolgen.
Die Nutzergemeinschaft des EMSL gibt dem Managementteam des Labors über einen gewählten Ausschuss von Vertretern Empfehlungen für die wissenschaftliche Ausrichtung und den effizienten Betrieb.

## Geschichte

### 1986 bis 1997
Die Idee für das EMSL entstand 1985 in einem Bericht der National Academy of Sciences mit dem Titel Opportunities in Chemistry, in dem wissenschaftliche Herausforderungen in den Bereichen Energie und Umwelt aufgezeigt wurden, für deren Lösung Grundlagenforschung erforderlich ist.
Daraufhin schlugen der damalige Direktor des Pacific Northwest National Laboratory (PNNL), William R. Wiley und leitende Manager des Labors ein Zentrum für Molekularwissenschaften vor, das Forscher aus den Natur- und Biowissenschaften sowie Theoretiker mit Erfahrung in der Computertechnik und der Modellierung molekularer Prozesse zusammenbringen sollte. Wiley stellte sich eine Einrichtung mit fortschrittlicher Instrumentierung für die Untersuchung der Chemie auf molekularer Ebene in integrierter und kooperativer Weise vor.
Das in Columbus (Ohio) ansässige Battelle-Institut, dass das PNNL für das DOE betreibt, bewilligte 8,5 Millionen Dollar über einen Zeitraum von vier Jahren für den Bau der Anlage, die Entwicklung von Forschungsprogrammen und die Beschaffung von Ausrüstung, Einrichtungen, Wissenschaftlern und Hilfskräften.
Die Bauarbeiten begannen im Juli 1994 und wurden im August 1997 abgeschlossen. Das EMSL wurde am 1. Oktober 1997 für den Vollbetrieb freigegeben.

### 1997 bis 2001
In den ersten fünf Jahren des Bestehens baute die Leitung des EMSL Kapazitäten auf, rekrutierte wissenschaftliche Führungskräfte und zog Nutzer an. Anschließend wurde der wissenschaftliche Schwerpunkt auf die Biologie ausgeweitet, insbesondere auf die Erforschung natürlich vorkommender Mikroben für die Umweltsanierung, alternative Energien und die Reduzierung von Kohlendioxid in der Atmosphäre.
Das frühe Nutzerprogramm von EMSL konzentrierte sich auf Studien von Einzelforschern, die wissenschaftliche Bereiche überquerten, und erreichte schnell mehr als 1.000 Nutzer pro Jahr, die alle Bundesstaaten und mehrere Länder repräsentierten.

### 2001 bis 2009
In diesem Zeitraum konzentrierte sich das EMSL auf zwei große Herausforderungen: eine biogeochemische Frage zur grundlegenden Interaktion zwischen Mikroben und Mineralien und eine Studie zur Struktur und Funktion von Proteinen in der Zellmembran. Die Arbeit an diesen Herausforderungen führte zu neuen Möglichkeiten für die wissenschaftliche Gemeinschaft, mit Forschungskampagnen, die darauf ausgerichtet sind, Teams auf eine einzige Herausforderung zu konzentrieren.
Im Januar 2007 feierte das EMSL seine erste permanente Erweiterung: ein fast 370 m² großer Doppelboden für einen 11,8-Teraflop-Computer namens Chinook, der zu dieser das fünftschnellste System der Welt war.
Im April 2008 weihte das EMSL ein neues Bürogebäude in Erinnerung an Professor J. Mike White ein, in dem fast 100 Mitarbeiter und Nutzer des PNNL untergebracht sind.
Anfang 2012 eröffnete das EMSL seinen „Quiet Wing“ (deutsch: ruhiger Flügel), in dem eine Reihe von hochempfindlichen Mikroskopie- und Scanning-Instrumenten untergebracht sind.

### 2009 bis heute

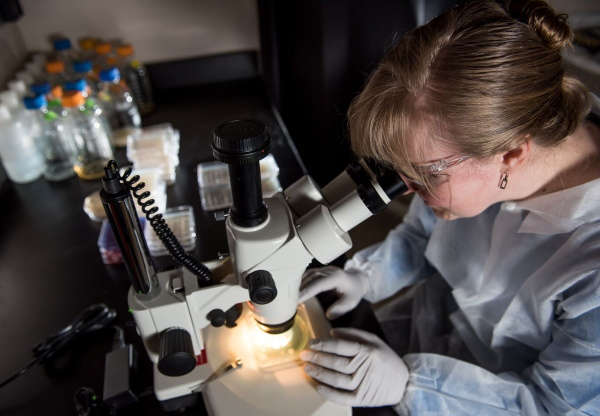
Eine Biologin untersucht natürliche Bioprodukte mit Hilfe der traditionellen Genetik und der synthetischen Biologie.

Im Oktober 2010 wurde „NWChem“, das führende Softwarepaket für computergestützte Chemie (englisch Computational chemistry) von EMSL, als Open Source veröffentlicht, so dass Informatiker weltweit zu seiner Weiterentwicklung beitragen können und es mehr Forschern und Studenten zur Verfügung steht.
Laut einer Web of Science-Suche im März 2020 wurde der Code seit 2010 über 3760 Mal zitiert.
Im Juni 2013 schickte EMSL den Chinook-Computer in den Ruhestand und begrüßte „Cascade“, ein 3,4-Petaflop-System.
Das EMSL feierte im August 2017 sein zwanzigjähriges Bestehen und präsentierte die NWChem-Software für computergestützte Chemie sowie Fortschritte in der Untergrundwissenschaft (englisch Subsurface Science) und der grundlegenden Biokraftstoffproduktion. An der Veranstaltung nahmen führende Wissenschaftler teil, darunter die international anerkannten Wissenschaftler Thom Dunning, Steve Colson und Jean Futrell.
Heute konzentriert sich das EMSL auf die wissenschaftliche Forschung in den Bereichen Funktions- und Systembiologie, Umweltveränderungen und -interaktionen sowie Datenverarbeitung, Analytik und Modellierung in Zusammenarbeit mit Nutzern aus verschiedenen wissenschaftlichen Gemeinschaften. Diese Wissenschaft soll die Entwicklung von Technologien und Berechnungsmöglichkeiten vorantreiben.

## EMSL Direktoren
- 1994–1997: Thom Dunning (leitete die Bauarbeiten)
- 1997–1998: Teresa Fryberger (Interimsdirektorin)
- 1999–2002: Jean Futrell
- 2002–2004: J.W. Rogers, Jr.
- 2004–2005 und 2005–2015: Allison A. Campbell (Interim)
- 2015–2016 und 2017–2019: Harvey Bolton (Interim)
- 2016–2017: Liyuan Liang
- 2019 bis heute: Douglas Mans (Direktor)[1]